# Carmen Suite
Pour les articles homonymes, voir Carmen.

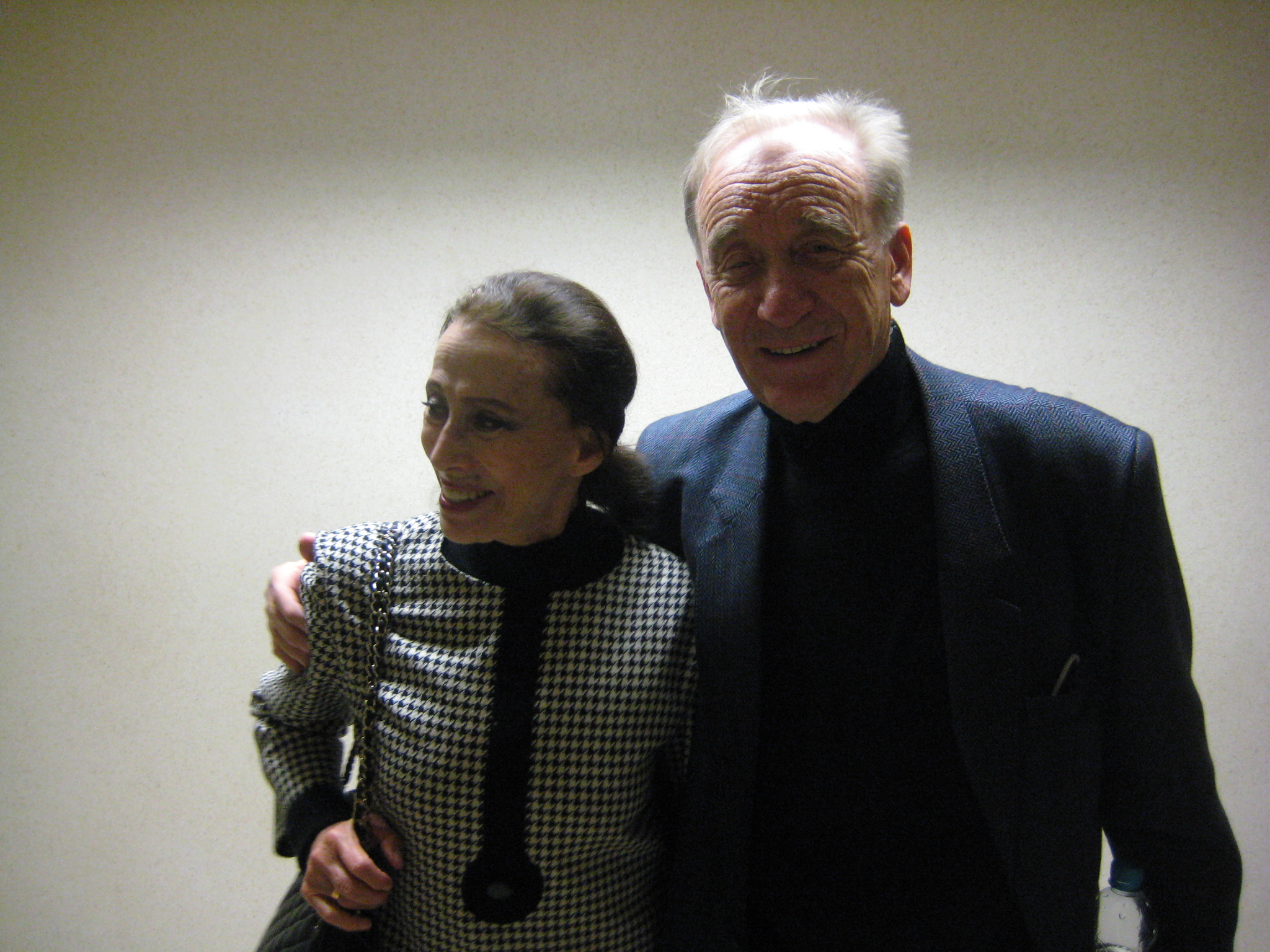
Maïa Plissetskaïa et Rodion Chtchedrine

Carmen Suite est un ballet créé en 1967 par le danseur et chorégraphe cubain Alberto Alonso à l'initiative de Maïa Plissetskaïa, danseuse étoile au Bolchoï de Moscou dans les années 1960,. Son mari, Rodion Chtchedrine, compose un arrangement musical d'après Georges Bizet,, et son cousin Boris Messerer réalise les décors.

## Genèse
L'opéra avait bouleversé Plissetskaïa, juive, dont le père avait été fusillé pendant les Grandes Purges sous l'inculpation d'« ennemi du peuple » et la mère morte en déportation au goulag. L'introduction dans le ballet d'un nouveau personnage - le magistrat - tout de noir vêtu, fait supposer que cette version chorégraphique a aussi un sens politique polémique. La motivation de la ballerine était donc grande pour vouloir porter cette Carmen à la scène. 
Désirant danser sur les thèmes de l'opéra Carmen de Georges Bizet, Maïa Plissetskaïa propose à Chostakovitch d'adapter l'œuvre, mais il refuse par respect pour l'auteur. Rodion Chtchedrine produit alors une suite pour cordes et percussions inspirée principalement par l'opéra de Bizet. On y retrouve aussi un extrait de la Farandole de l'Arlésienne et la Danse bohémienne de l'opéra La Jolie Fille de Perth du même compositeur.

## Argument
Comme l'opéra dont il est issu, le ballet est une digression sur la liberté. Carmen se croit libre en sortant de prison, mais il va lui falloir choisir entre son amour pour Escamillo, le beau toréador, et le militaire Don José qui se meurt d'amour pour elle. Son choix personnel, librement consenti et assumé, son libre arbitre, lui fait choisir de mourir pour son idéal. Elle sera assassinée par Don José.

## Version originale (Bolchoï)

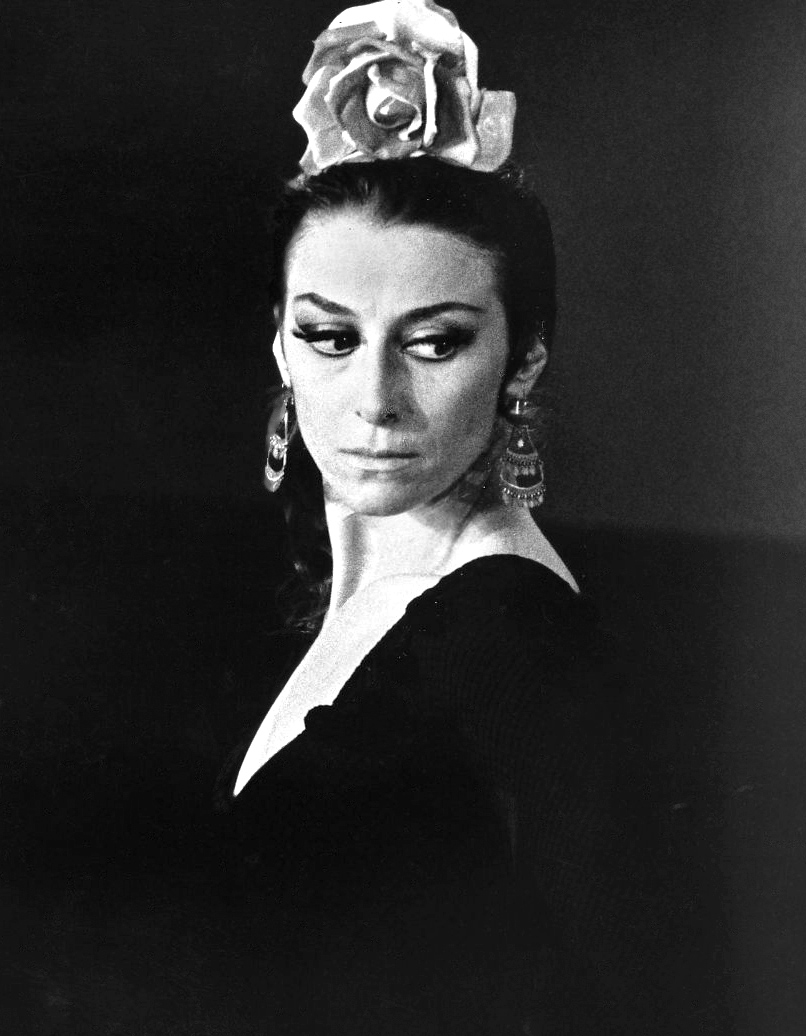
Maïa Plissetskaïa en Carmen en 1974.

Le DVD reprend le film réalisé lors de la création du ballet par la troupe du Bolchoï à Moscou. Le film a été produit par Russia en 1969 et distribué par Corinth Films en 1973.

### Crédits
- Chorégraphie : Alberto Alonso
- Musique : Rodion Chtchedrine d'après Georges Bizet
- Chef d'orchestre : Guennadi Rojdestvenski
- Orchestre du Théâtre Bolchoï
- Danseurs :
  - Carmen : Maïa Plissetskaïa
  - Don José : Nikolaï Fadeïetchev
  - Escamillo : Sergueï Radtchenko
  - Le magistrat : Alexandre Lavreniouk
  - Le sort : Natalia Kassatkina
  - N. Ryjenko & V. Kokhanovskaïa : intermèdes (pas de deux)

### Commentaires
Le ballet d'Alberto Alonzo est traité sur le mode de la danse moderne, gestuelle très épurée, dans un décor minimaliste qui doit beaucoup au jeu de lumières. Le résultat est un spectacle d'une grande puissance érotique et symbolique.
« À cause de sa sexualité affirmée, Carmen Suite a bien failli ne jamais être représenté sur scène dans l'Union soviétique puritaine de l'ère Brejnev. Mais grâce à sa volonté de fer et à son énorme prestige, Plissetskaïa a réussi à vaincre - ou à tout le moins contourner - l'opposition des autorités culturelles de son pays. La chorégraphie, dont la plus grande partie reflète les danses d'origine espagnole, a été créée par le maître cubain Alberto Alonso. La musique et le décor étaient une affaire de famille, la première étant écrite par le mari de Plissetskaïa, Rodion Chtchedrine et plus ou moins inspirée par l'opéra Carmen de Georges Bizet, le second élaboré par le cousin artiste de la danseuse, Boris Messerer.
Comme Plissetskaïa le remarquait lors d'une répétition il y a deux semaines, Carmen Suite possède un message politique fort. Son torero représente sans erreur possible le pouvoir, et tant la gitane Carmen que son amant Don José sont ses malheureuses victimes. Pour souligner ce point, elle évoque une représentation à Cuba (ce qui était un événement rare, car Carmen Suite ne donnait pas, aux yeux des autorités soviétiques, une image acceptable du Bolchoï et n'était jamais inclus dans les tournées à l'étranger). Après la représentation, Raúl Castro, le frère de Fidel, vint dans les coulisses pour féliciter la troupe. Lorsqu'il arriva face à Sergueï Radtchenko, qui dansait le toréador, son visage s'illumina d'un sourire de connivence et, s'arrêtant un instant après lui avoir dit bonjour, il ajouta résolument le mot : “ami” ».
(Commentaire publié en avril 2006 dans le Moscow Times sur les conditions de création et le message politique de ce ballet).
Déprogrammé du répertoire à la retraite de Plissetskaïa, il est réintroduit en 2005 avec Svetlana Zakharova dans le rôle de Carmen et régulièrement représenté depuis.
La suite de Chtchedrine est devenue très populaire dans tout le monde.

## Filmographie
- Carmen suite (Maïa Plissetskaïa); VAI: ASIN: B0002VGR3Q

## Version Mats Ek
Une autre version de ce ballet a été réalisée par le chorégraphe Mats Ek et la troupe du Ballet Cullberg de Stockholm en 1996. L'enregistrement est distribué par Arthaus Musik.
- Danseurs :
  - Carmen : Ana Laguna
  - Don José : Marc Hwang
  - Escamillo : Yvan Auzely
  - M... : Pompea Santoro
  - Officier : George Elkin
  - Gitane : Boaz Cohem

## Version Bourne
Une adaptation plus contemporaine de Carmen Suite a été réalisée par Matthew Bourne dans son ballet The Car Man.